# Bon-Bon Blanco
Bon-Bon Blanco (Abreviado B3 y B3) es un grupo de música pop japonesa. El nombre es de origen español. Inicialmente el grupo pertenecía a Columbia Music Entertainment, pero se trasladó a Bouncy Records en 2006.

## Miembros
- Anna Santos (サントス・アンナ Santosu Anna, 9 de julio de 1987) - Vocalista principal
- Izumi (中台泉美 Nakadai Izumi, 2 de enero de 1988) - Conga
- Mako (桜井真子 Sakurai Mako, 7 de octubre de 1986) - Maracas, exlíder
- Ruri (水谷光里 Mizutani Ruri, 7 de enero de 1990 ) - Bongó
- Tomoyo (松本知世 Matsumoto Tomoyo, 2 de marzo de 1987 ) - Timbal, actual líder

## Historia

### Formación del grupo
El grupo se formó en 2002 con cuatro miembros de un grupo llamado Nansho Kids: Mako Sakurai, Izumi Nakadai, Tomoyo Matsumoto, y Ruri Mizutani (hermana de una famosa actriz, Yuri Mizutani) y luego ingrsó Anna Santos como vocalista. Su estilo único, 4 percusionistas y una vocalista, atrajeron la atención de los medios en Japón. Con una edad promedio de 14 años en el momento del estreno, fueron la imagen de portada de revistas de música.

### Primer sencillo
El 17 de julio de 2002 lanzaron su primer sencillo “Ai want you!!”. La canción fue escrita por Paninaro 30 (letra) y Kosuke Oshima (música). A partir de julio 24 y hasta agosto 28, realizaron conciertos semanalmente en un salón de conciertos llamado Harajuku Ruido. El bajo costo del cóver (500 yenes incluyendo bebidas), los satisfactorios resultados, así como los anuncios de boca en boca ayudó a llenar rápidamente el escenario.
La calidad de su música ha sido asegurada por uno de los mayores sellos discográficos de Japón, Being, quien las ha estado apoyando desde su estreno. Además, su popularidad se disparó cuando las integrantes empezaron a mejorar sus habilidades de percusión. El 26 de diciembre, presentaron un concierto en Harajuku Ruido de nuevo, y esta vez el lugar se llenó de inmediato. Las puertas del lugar no cerraron debido a la cantidad de público.
Durante este periodo de tiempo, una selección de canciones fueron realizadas sin instrumentos y fue llamada "Dance Version". Esto fue aprobado por una buena cantidad de críticos, etiquetándolas como una unidad de baile. Con sus habilidades mejoradas, la frecuencia de las "Dance Versions" de las canciones disminuyeron y ha habido algunos aficionados que desean volver a tener algunos de los bailes.
En 2002 lanzaron sencillos durante unos cuantos meses, y también hicieron apariciones en televisión, pero no pudieron conseguir más popularidad de la que obtuvieron en Harajuku Ruido. Después de que lanzaran en 2003 el álbum 'Beat Goes On', empezaron a buscar una nueva dirección para su música. Pero accidentalmente la vocalista, Anna Santos, tuvo un problema de salud en la garganta, así que tuvieron que tomar seis meses de descanso hasta el concierto celebrado en Club Citta Kawasaki el 28 de diciembre.

### Sus éxitos
El cambio llegó en 2004. Su sexto sencillo, 'Bon Voyage' fue usado como tema de apertura del famoso programa de ánime 'One Piece', su tema 'Namida no hurricane' fue usado como un ending del anime Get Backers y se convirtieron en personajes exitosos en Japón. Así, el nombre de Bon-Bon Blanco finalmente fue reconocido por gran cantidad de gente. Y con el séptimo sencillo, 'Tenohira wo Taiyo ni', tuvieron la oportunidad de visitar una gran cantidad de escuelas de primaria, incluyendo la escuela de graduación de Anna. 

## Discografía

### Sencillos
- 'Ai Want You!!' (7/17/2002)
- 'Datte, Onna no Ko Nandamon!' (9/11/2002)
- 'Ai no Nurse Carnival' (2/19/2003)
- 'Namida no Hurricane' (2/19/2003)
- 'Vacance no Koi' (6/4/2003)
- 'Bon Voyage!' (1/14/2004
- 'Te no Hira wo Taiyou ni' (7/14/2004)
- 'La La Kuchibue Fuite Ikou' (9/1/2004)

Nota: La letra de esta canción fue escrita por Saori Atsumi.
- 'Ai ga Ippai' (2/23/2005)
- 'Yura Yura Yureru' (8/30/2006)
- '∞Changing∞' (2/21/2007)

### Álbumes
- BEAT GOES ON (3/26/2003)
- B3 Master Pieces 2002-2004 (3/24/2004)
- Winter Greetings (12/15/2004)

### DVD
- B3 Master Clips 2002-2004 (3/24/2004)
- Onna Matsuri (2/6/2008)

## Anime
| Año/s     | Canción             | Anime                         | Op/End  | Episodios | N.º | Tipo  | Álbum   | Romajī            | Japonés               |
| --------- | ------------------- | ----------------------------- | ------- | --------- | --- | ----- | ------- | ----------------- | --------------------- |
| 2007      | Changing            | Yamato Nadeshiko Shichi Henge | Ending  | 19-24     | 2   | Anime |         | Chanjin           | チャンジン            |
| 2003-2004 | Bon Voyage!         | One Piece                     | Opening | 169-206   | 4   | Anime |         | Ban Boyāje        | 「ボン・ボヤージェ!」 |
| 2003      | Namida no Hurricane | GetBackers                    | Ending  | 14-25     | 2   | Anime | PASSION | Namida no Harikēn | 涙のハリケーン        |